# Fisher, Minnesota
Fisher är en ort i Polk County i Minnesota. Vid 2010 års folkräkning hade Fisher 435 invånare.